# Francine Cararo
Francine Camila de Moraes Cararo, mais conhecida como Fran (Sorocaba, 1 de janeiro de 1981) é uma jogadora brasileira de handebol. É formada em fisioterapia.

## Trajetória esportiva
Começou a jogar nas categorias de base da equipe sorocabana de handebol, atual Anglo/PMS. Participou da conquista da medalha de ouro nos Jogos Pan-Americanos de 2011 em Guadalajara (México). Foi aos Jogos Olímpicos de 2012 em Londres.
Joga no Hypo Niederösterreich, da Áustria.